# Henri Akoka
Henri Akoka   (Tighennif, 23 de juny de 1912 - Saint-Cloud, 22 de novembre de 1976) va ser un clarinetista jueu algerià. Militar durant la Segona Guerra Mundial, va ser detingut en diversos camps on va continuar una activitat musical.

## Biografia
Akoka va néixer a Algèria, llavors territori francès. Va ser el segon de sis fills d'Abraka Akoka, un trompetista, que el 1926 va traslladar la família a Ponthierry, França, perquè els nens poguessin estudiar música. Henri va començar a tocar a la banda a la fàbrica de paper pintat on treballava el seu pare i també va actuar a les bandes sonores de pel·lícules mudes a partir dels 14 anys. Durant aquest període va estudiar amb Herman Briançon, clarinetista de la Musique de la Garde Républicaine, que el va animar a presentar el concurs del Conservatori de París.
Akoka es va graduar al Conservatori de París a la classe d'Auguste Périer, assolint el primer premi de clarinet el 1935. El seu germà Lucien Akoka va guanyar un primer premi a la corneta el 1937. Es va incorporar per primera vegada a l'"Orchestre Simfònica de la Ràdio-difusió d'Estrasburg" i després es va convertir en membre de l'"Orchestre Nacional de la Ràdio" a París.

En l'esclat de la Segona Guerra Mundial el 1939, Akoka va ser enviat a una orquestra militar a Verdun, on va conèixer Étienne Pasquier i Olivier Messiaen. A Verdun, Messiaen va començar a escriure una peça per a clarinet solista per a Henri Akoka. Els tres van ser capturats per les forces nazis al juny de 1940. Mentre estaven esperant el transport cap a un campament de presó alemany, Akoka va llegir la composició "Abîme des Oiseaux" de Messiaen per a clarinet solista, encara que "es queixés" de la seva dificultat. Akoka queixant-se de la dificultat tècnica de la peça, l'única resposta de Messiaen va ser: "Estàs passant!"
| « | <"Clarinet sol. L'abisme és el Temps, amb la seva tristesa, el seu desgast. Els ocells són el contrari del Temps: són el nostre desig de llum, estrelles, arc de Sant Martí i vocalitzacions jubilars>" | » |

 - Olivier Messiaen, Prefaci a la partitura Abîme des oiseaux.
Després van ser enviats a Stalag VIII-A, on van conèixer al violinista Jean Le Boulaire. Va ser per a aquest conjunt atípic que Messiaen va compondre el seu Quatuor pour la fin del temps, estrenat al campament el 15 de gener de 1941, que incorpora en el tercer moviment la peça per a clarinet solista prèviament creada. Després de la guerra, Akoka va declarar que aquest quartet era "l'únic record de la guerra que desitjo mantenir"; Tot i això, no el va tornar a tocar mai més.
L'alliberament d'Akoka del campament va ser arreglat per Karl-Albert Brüll, un guàrdia que va proporcionar documents falsos per a Messiaen. No obstant això, va ser retirat del camió de transport "a causa de la seva aparença jueva". Més tard va escapar a l'abril de 1941 saltant a la part superior d'un tren en moviment "amb el seu clarinet sota el braç". Va tornar a l'Orchestre Nacional de la Ràdio, que operava a la Zona Franca de Marsella. Després canviarà la seva identitat fins al final de la guerra per escapar de la persecució.
Henri Akoka va tocar durant la guerra un clarinet Couesnon amb un refacé Périer, que donava un so i un timbre típicament francesos que Messiaen no va trobar amb clarinetistes de postguerra com Guy Deplus; això va obligar Messiaen a canviar matisos de certs passatges durant l'enregistrament de 1963, que va supervisar, amb Guy Deplus al clarinet.
Després de la guerra, Henri Akoka va continuar la seva carrera en orquestres parisenques.

## Vida privada
Casat amb Jeannette Chevalier, van tenir un fill Philippe. Akoka va morir el 22 de novembre de 1976 de càncer.

## Posteritat
- El clarinetista David Krakauer i Matt Haimovitz van retre homenatge el 2012 a Henri Akoka en un projecte que va resultar en un enregistrament el 2017 a l'àlbum Akoka: Reframing Messiaen's Quartet For The End Of Time (segell Pentàgon).).